# Baratier
Baratier (en francès Baratier) és un municipi francès situat al departament dels Alts Alps i a la regió de Provença – Alps – Costa Blava.

## Demografia
| 1851                                       | 1962 | 1968 | 1975 | 1982 | 1990 | 1999 | 2006 | 2015 |
| ------------------------------------------ | ---- | ---- | ---- | ---- | ---- | ---- | ---- | ---- |
| 307                                        | 198  | 222  | 209  | 243  | 356  | 461  | 517  | 559  |
| Des de 1962: població sense dobles comptes |      |      |      |      |      |      |      |      |

## Administració
| Període   | Identitat         | Partit |
| --------- | ----------------- | ------ |
| 2001-2020 | Jean Bernard      |        |
| 2020-     | Christine Maximin |        |